# Cmentarz żydowski w Wolbromiu
Cmentarz żydowski w Wolbromiu – znajduje się przy ul. Skalskiej w sąsiedztwie pogotowia ratunkowego. Powstał w XIX wieku. Ma powierzchnię 0,1 ha. Wskutek dewastacji z okresu II wojny światowej do naszych czasów zachowały się tylko pojedyncze nagrobki lub ich fragmenty. W latach 80. XX wieku teren nekropolii został uporządkowany i ogrodzony. 24 listopada 1988 odsłonięto na terenie kirkutu pomnik ku czci ofiar Holocaustu. Na znajdującej się na cmentarzu zbiorowej mogile około 800 Żydów ustawiono po wojnie tablice ku ich pamięci.